# 伊兹密尔
伊茲密爾，舊稱士麥那，位於愛琴海伊茲密爾灣東南角，為土耳其第三大城市、第二大港口。伊茲密爾為伊茲密爾省首府，全市共分9區。據2018年統計，人口為432萬。

## 歷史

### 史前文明
2004年发现的Yeşilova Höyük遗址是伊兹密尔地区推定时间最早的。根据考古研究，发现其中有三个层级，第二层级属于铜石并用时代的中期，第三层级则属于新石器时代。这两个层级跨度从公元前7000年到公元前4000年左右，应该是当地土著居民的定居点。随着时间的推移，定居点变成了坟墓，时间大约是在公元前3000年，大概与特洛伊I的年代相同。
第一个能控制整个伊兹密尔湾的定居点位于亚曼拉尔山顶部，后来的“旧士麦那”也位于同一座山的斜坡上面。青铜时代晚期的考古发现表明，当地受到了明显的迈锡尼文明的影响，但现有的证据还不至于完全证明旧士麦那就是迈锡尼人的定居点。在公元前13世纪，来自巴尔干半岛的海上民族摧毁了特洛伊VII，整个安纳托利亚中西部和希腊一同陷入了所谓的“黑暗时代”。

### 旧士麦那
旧士麦那是位于Bayraklı的古代城市，与位于Kadifekale（古称帕戈斯山）重建的新士麦那进行区分。旧士麦那遗址中出土有公元前1000年的陶器，证明这是一个希腊定居点。根据希罗多德的记载，这座老城由伊奥利亚人建立，但后来被伊奥尼亚人占领。目前可以发现最古老的房屋可以追溯到公元前925年，保存的相对完好，是典型的铁器时代风格，墙壁由晒开的砖块砌成，屋顶则是覆盖芦苇。从公元前7世纪下半叶开始，人们开始在城市周围建造城墙来进行守卫。旧士麦那的街道呈现南北和东西向，房屋都面朝南方。
荷马史诗的作者荷马，据说在公元前7世纪左右出生在旧士麦那。其中一项有力的证据就是荷马被称为“梅里斯河之子（Melesigenes）”，而在伊兹密尔，就有一条梅里斯河。历史学家比较确信的是荷马出生于伊奥尼亚地区（也就是现在的安纳托利亚西南海岸）。差不多同一时期，士麦那获得了城邦身份，城内有1000多居民，城外还有不少村庄。当地居民主要以农业和渔业为生。最重要的圣地是雅典娜神庙，大约可以追溯到前640年，目前已经部分修复。士麦那经过不断发展之后，成为伊奥尼亚十二城市之一，并成为地中海盆地最重要的文化和商业中心，时间就在公元前6世纪前期。
这座地理位置重要的港口城市很快吸引了吕底亚人的注意，他们在公元前7世纪末征服了这座城市，而且摧毁了城市的大部分地区。吕底亚人对旧士麦那的控制并没有维持很长时间，波斯帝国开始入侵吕底亚帝国，士麦那的发展也受到了严重的冲击。居鲁士大帝在征服吕底亚首都萨第斯之后不断袭击爱琴海沿海城市，包括士麦那。最终旧士麦那在公元前545年被波斯帝国彻底摧毁。

### 新士麦那
公元前340年左右，亚历山大大帝在路过此地的时候在梅里斯河外侧的新地点考虑重建这座城市，一方面是恢复希腊文明的荣光，另一方面是旧士麦那所处的位置相对狭小，无法容纳更多的人口。最终亚历山大大帝选择了帕戈斯山（现在的Kadifekale）的山坡作为重建城市的地基，由此建立的新城市被称为新士麦那。
公元前133年，帕加马王国最后一位国王阿塔罗斯三世即将死去但没有留下任何子嗣，因此在他的遗嘱中，他将整个帕加马王国捐赠给罗马共和国，其中就包括士麦那。因此士麦那之后就归属于罗马统治，并且迎来新一轮的繁荣时期。公元1世纪末，士麦那是作为基督教在亚洲的七个教会之一而存在的，使徒约翰在这里留下了他的启示“你务要至死忠心，我就赐给你那生命的冠冕。”。（启示录2:10）
公元124年，罗马皇帝哈德良路过此地访问了士麦那。卡拉卡拉也可能在214年左右来过此地。据当时的记载，士麦那的街道都是用石头铺成的，因此显得十分壮丽。公元178年，这座城市遭遇地震而被毁坏，之后在皇帝马可·奥勒留的大力支持下进行重建工作。不少重建的建筑保留到了今天。
罗马帝国分裂后，士麦那属于东罗马帝国管辖，而且仍然是一个重要的基督教中心。

### 中世纪
土耳其人在1076年第一次占领了士麦那，并将其作为一个海军基地使用，同时他们也占领了一些爱琴海岛屿。1097年拜占庭帝国将领约翰·杜卡斯 (大都督)收复了这座城市和附近地区。1204年，第四次十字军东征时期，君士坦丁堡被十字军征服的同时，这座城市被圣约翰骑士团占领，不过之后又被尼西亚帝国夺回控制权，他们向盟友热那亚共和国做出了巨大的让步，让后者控制城市的一座堡垒以及附近的两个重要城镇（老福萨和新福萨）。
土耳其人在14世纪时卷土重来，艾丁侯国的世子也是第二任埃米尔乌穆尔贝伊（Umur Bey）占领了位于帕戈斯山的上城堡，又拿下了位于港口的热那亚人控制的下城堡。乌穆尔贝伊仍然选择将这里作为海军基地。1344年，由教皇克莱门特六世协调的士麦那十字军对士麦那发动突袭，夺回了下城堡，但土耳其人仍然控制山上的上城堡，导致士麦那成为两股势力对峙的最前沿，对峙时间延续了长达60年。

### 奥斯曼时期
1389年，奥斯曼帝国从艾丁侯国手中第一次夺取伊兹密尔（上城堡）。但之后不久，帖木儿入侵安纳托利亚，在安卡拉战役中击败奥斯曼帝国，宣布将奥斯曼帝国强占的领土归还给艾丁侯国，但帖木儿的部队还是袭击了士麦那，并且屠杀了城中的基督徒。1415年，帖木儿死后不久，奥斯曼帝国在穆罕默德一世带领下再次夺回伊兹密尔。1426年，艾丁侯国的最后一任贝伊去世，意味着这座城市完全归属于奥斯曼帝国的掌控。伊兹密尔的首任总督是亚历山大·希什曼，他原本是保加利亚希什曼王朝的王子，归顺了帝国。为了对抗共同的敌人，奥斯曼帝国与医院骑士团之间形成了一种合作关系，医院骑士团最终在苏丹的允许下在博德鲁姆建造了一座城堡（博德鲁姆城堡）。
归属奥斯曼帝国的伊兹密尔的行政级别是桑贾克（艾丁区），它的上一级是安纳托利亚行省。此时城市发展陷入到一定的停滞之中。1475年，威尼斯共和国突袭伊兹密尔。1492年，因为收复失地运动导致失去家园的塞法迪犹太人来到了伊兹密尔。根据1530年的记载，当地有304名成年男性，其中包括42名基督徒。到1576年之后，城市得到发展，人口估计在3,500人到5,000人之间。
从16世纪开始，伊兹密尔作为港口城市得到了迅猛的发展，法国、英国、荷兰和威尼斯商人纷至沓来，奥斯曼帝国将这座城市视为对外贸易的中心。到17世纪初，外国领事馆相继从希俄斯搬迁到这座城市，每座领事馆都有属于自己的码头，悬挂着本国的旗帜停泊在那里。奥斯曼帝国征服克里特岛的长期战役也提升了伊兹密尔的重要性，因为这里是作为帝国舰队的出航和补给基地。
到17世纪末，伊兹密尔人口已经到达9万人，其中三分之二是土耳其人，还有15,000名希腊人，8,000名亚美尼亚人和6,000－7,000名犹太人。除此之外，还有在此地从事商业贸易的法国、英国、荷兰、意大利人。大约在同一时间，因为伊兹密尔湾逐渐淤塞，下城堡（港口城堡）停止使用。

### 迈入近代
1770年，奥斯曼帝国舰队在切什梅战役中被俄罗斯海军击溃，导致当地狂热穆斯林团体对东正教徒的报复行为，至少有1,500名希腊人被杀。1797年，禁卫军纪律败坏，在当地引发骚乱，导致法兰克商业社区被毁，1,500名希腊人被杀。
土耳其境内第一条铁路是伊兹密尔通往艾丁的线路，从1856年开始开工，到1867年完工。1867年，根据《维拉亚特法》奥斯曼帝国进行省区改革，伊兹密尔归属于艾丁州，并成为该州的州府。
20世纪初，伊兹密尔已经成为了一座名副其实的国际大都市。根据1893年人口普查，土耳其人占据当地人口的一半多，另外还有133,800名希腊人，9,200名亚美尼亚人，17,200名犹太人和54,600名外国侨民。当地的希腊人口比例仍然在不断上升，不少学者认为，在一战爆发之前，这座城市接纳的希腊人可能比希腊首都雅典还多。正因为大规模希腊社群的存在，奥斯曼帝国统治者甚至将这座城市称为“异教徒的士麦那（Gavur İzmir）”。

### 现代
第一次世界大战中奥斯曼帝国加入同盟国作战结果失败，战胜的协约国希望在安纳托利亚地区划分自己的势力范围，根据《色佛尔条约》，西部地区归属于希腊王国。1919年5月，希腊军队在士麦那（伊兹密尔）登陆，在數年内控制了該市，但是在第二次希土戰爭後期，隨著希臘軍隊在戰場的失利，1922年9月8日希臘軍隊全部撤离了士麦那。
土耳其军队重夺士麦那之后，9月13日，土耳其軍隊針對希臘人和亞美尼亞人居住的社區進行縱火，引起了毀滅性的火災，火災一直持續到9月22日，这场大火完全摧毁了希腊和亚美尼亚社区，但是穆斯林和犹太人社区却没有受到任何波及。这场大火导致的希腊和亚美尼亚人死亡人数估计从1万到10万不等。大约有5万到40万名希腊和亚美尼亚难民挤在海边试图逃离士麦那。9月24日，希腊运输船在协约国驱逐舰的监督下进入港口，并撤离当地的希腊难民，大概有15到20万名希腊人离开士麦那返回希腊本土。其余的希腊人在1923年撤离完毕，最终希腊与土耳其之间签订《洛桑条约》，完成两国的人口交换。
對這場火災，國際上普遍認爲這場大火是土耳其軍隊所爲，但卻一直被土耳其官方所否認，它也成为希腊和土耳其民族之间的心结。土耳其方面認爲這場戰爭是土耳其反抗帝國主義的民族解放戰爭，其中以土耳其記者哈珊·塔辛死於與希臘軍人的槍戰爲象徵代表。相反，希腊人则认为士麦那的土耳其士兵犯下了无数对希腊人和亚美尼亚人（包括难民）的暴行，包括对男性各种方式的屠杀以及送到集中营进行监禁。
1923年，土耳其共和国正式成立，伊兹密尔得到重建，恢复了往昔的繁荣。根据统计数据，伊兹密尔的出口量占到土耳其整体出口的一半左右，出口产品包括烟草、棉花、葡萄干、无花果、鲣鱼、甘草、鸦片、豆类、谷物、橄榄油、地毯、金属原料等。伊兹密尔成为继伊斯坦布尔之后土耳其第二大港口和第二大工业中心。伊兹密尔博览会开始于1936年，是土耳其唯一具有国际影响力的博览会。1948年土耳其颁布第195号法令，伊兹密尔与伊斯坦布尔、安卡拉一起获得大都市的称号。
2020年，伊兹密尔附近发生了爱琴海地震和海啸事件，导致有117人死亡和1034人受伤，不过其中只有一人是真正来自伊兹密尔市内。

## 氣候
| 伊兹密尔(1975-2006)                             | 伊兹密尔(1975-2006) | 伊兹密尔(1975-2006) | 伊兹密尔(1975-2006) | 伊兹密尔(1975-2006) | 伊兹密尔(1975-2006) | 伊兹密尔(1975-2006) | 伊兹密尔(1975-2006) | 伊兹密尔(1975-2006) | 伊兹密尔(1975-2006) | 伊兹密尔(1975-2006) | 伊兹密尔(1975-2006) | 伊兹密尔(1975-2006) | 伊兹密尔(1975-2006) |
| 月份                                            | 1月                 | 2月                 | 3月                 | 4月                 | 5月                 | 6月                 | 7月                 | 8月                 | 9月                 | 10月                | 11月                | 12月                | 全年                |
| ----------------------------------------------- | ------------------- | ------------------- | ------------------- | ------------------- | ------------------- | ------------------- | ------------------- | ------------------- | ------------------- | ------------------- | ------------------- | ------------------- | ------------------- |
| 平均高温 °C（°F）                               | 12.6 (54.7)         | 13.2 (55.8)         | 16.4 (61.5)         | 20.9 (69.6)         | 26.0 (78.8)         | 31.0 (87.8)         | 33.3 (91.9)         | 32.7 (90.9)         | 29.2 (84.6)         | 24.2 (75.6)         | 18.2 (64.8)         | 13.8 (56.8)         | 22.6 (72.7)         |
| 平均低温 °C（°F）                               | 5.9 (42.6)          | 5.8 (42.4)          | 7.7 (45.9)          | 11.4 (52.5)         | 15.6 (60.1)         | 20.1 (68.2)         | 22.7 (72.9)         | 22.4 (72.3)         | 18.7 (65.7)         | 14.7 (58.5)         | 10.4 (50.7)         | 7.5 (45.5)          | 13.6 (56.4)         |
| 来源：Devlet Meteoroloji İşleri Genel Müdürlüğü |                     |                     |                     |                     |                     |                     |                     |                     |                     |                     |                     |                     |                     |

## 運輸配套
伊兹密尔的聯外機場——阿德南·曼德列斯機場提供了國內及國際航運服務，同時西南及東北面亦有高速公路連接。同時，伊兹密尔亦正試圖通過其優越的地理位置、交通、電信、能源及相對較新和高科技基礎設施以吸引投資者。

### 連接其他城市和國家的交通

#### 航空運輸
阿德南·曼德列斯機場提供了土耳其國內及國際的航空運輸服務。

#### 長途巴士
在伊兹密尔的郊區Pınarbaşı，有一座新建的大型客運站。大型客運站有城際公交車前往土耳其各地。由於當地巴士公司提供了免費的接駁巴士服務連接市內各區，令此客運站可達度甚高。

## 當地名勝古蹟
- 士麦拿单孔石桥

## 友好城市
| - 意大利安科纳 - 哈萨克斯坦阿斯塔納 - 阿塞拜疆阿斯塔拉 - 阿塞拜疆巴库 - 摩尔多瓦伯尔齐 - 斯洛伐克布拉迪斯拉发 - 德国不莱梅 - 罗马尼亚康斯坦察 - 塞浦路斯法马古斯塔 - 阿塞拜疆占贾 - 波斯尼亚和黑塞哥维那莫斯塔尔 - 意大利那不勒斯 - 丹麦欧登塞 - 捷克比尔森 - 哈萨克斯坦奇姆肯特 - 克罗地亚斯普利特 | - 阿尔巴尼亚发罗拉 - 波兰华沙 - 斯洛伐克日利纳 - 叙利亚阿勒颇 - 吉尔吉斯斯坦比什凯克 - 印度孟买 - 乌兹别克斯坦布哈拉 - 越南岘港 - 吉尔吉斯斯坦贾拉拉巴德 - 巴基斯坦卡拉奇 - 土库曼斯坦马雷 - 乌兹别克斯坦撒马尔罕 - 以色列特拉维夫 - 中国天津 - 黎巴嫩的黎波里 | - 土库曼斯坦土库曼纳巴特 - 埃及亚历山大 - 阿尔及利亚阿尔及尔 - 摩洛哥卡萨布兰卡 - 摩洛哥非斯 - 突尼斯苏塞 - 阿根廷科尔多瓦 - 古巴哈瓦那 - 美国长滩 - 巴西萨尔瓦多 - 多米尼加圣多明各 - 美国西雅图 - 美国坦帕 - 智利比尼亚德尔马 - 印度尼西亚泗水 |

## 圖片

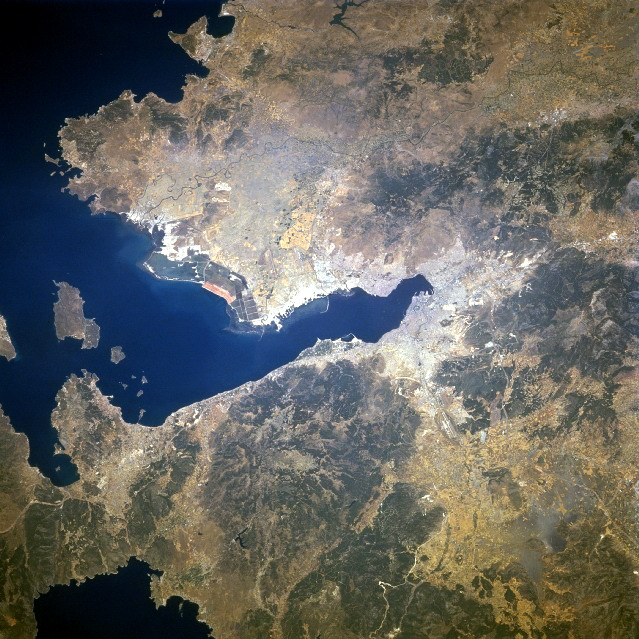
1996年6月从太空看伊兹密尔